# Нікель-гексагідрит
Нікель-гексагідрит — мінерал нікелю, шестиводневий сульфат нікелю.

## Загальний опис
Хімічна формула: Ni[SO4]•6H2O. Склад у %: NiO — 3,90-22,57; SO3 — 30,43-30,82; H2O — 41,05-41,90. Домішки: FeO (6,41); MgO (3,87);CuO (2,14). Утворює кірочки до 1 см товщиною і нальоти голубувато-зеленого кольору. Спайність досконала. Блиск скляний.
Знайдений у Норильському родовищі (Сибір) як періодичний мінерал на стінках гірничих виробок.